# Old Man of Coniston
Old Man of Coniston är ett berg i Storbritannien.   Det ligger i grevskapet Cumbria och riksdelen England, i den centrala delen av landet, 400 km nordväst om huvudstaden London. Toppen på Old Man of Coniston är 803 meter över havet, eller 481 meter över den omgivande terrängen. Bredden vid basen är 11,7 km. Old Man of Coniston ingår i Cumbrian Mountains.
Terrängen runt Old Man of Coniston är huvudsakligen kuperad.Runt Old Man of Coniston är det ganska tätbefolkat, med 60 invånare per kvadratkilometer. Närmaste större samhälle är Ulverston, 19,4 km söder om Old Man of Coniston. Trakten runt Old Man of Coniston består i huvudsak av gräsmarker.